# Gerhart-Hauptmann-Platz
Der Gerhart-Hauptmann-Platz ist ein öffentlicher Platz in der Hamburger Innenstadt. Er umfasst den Nordteil des historischen Pferdemarktes und ist seit 1946 nach dem Dramatiker Gerhart Hauptmann benannt.

## Lage
Der 0,5 Hektar große Platz liegt im Stadtteil Hamburg-Altstadt unmittelbar nördlich der Mönckebergstraße, etwa auf halbem Weg zwischen Hauptbahnhof und Rathausmarkt. Er wird dominiert vom Warenhaus Karstadt Mönckebergstraße, das die gesamte Westseite einnimmt, sowie dem Thalia-Theater, das den Platz nach Norden begrenzt. Neben dem Theater führt die Straße Alstertor nach Nordwesten zur Binnenalster sowie die Rosenstraße nach Nordosten in Richtung Hauptbahnhof.

## Geschichte des Pferdemarktes
Der Pferdemarkt gehörte seit dem Mittelalter zu den bedeutenden Marktplätzen Hamburgs. Er entstand im 13. Jahrhundert im Zuge der Stadterweiterung außerhalb des vormaligen Heidenwalls und reichte ursprünglich von der Alster bis zum Speersort. Erstmals erwähnt 1266 als „forum equorum“, später auch als Horsemarkete oder Perdemarck, diente er anfangs vornehmlich dem Handel mit Pferden und Ochsen, später auch mit Schweinen und Rindern. Nach dem Bau der Hamburger Wallanlagen im 17. Jahrhundert wurde der Pferdehandel zum Neuen Pferdemarkt am Heiligengeistfeld verlegt, für den Handel mit Schlachtvieh wurde der Schweinemarkt am Steintor eingerichtet.
Der alte Pferdemarkt diente seither als Kram- und Lebensmittelmarkt für das Kirchspiel St. Jacobi. Auf dem Platz befand sich zudem seit 1576 die Hauptwache des Bürgermilitärs, am Alstertor waren ferner das Werk- und Zuchthaus sowie das Spinnhaus angesiedelt. Der Maler David Kindt bewohnte im 17. Jahrhundert ein Haus am Pferdemarkt, der Maler Gerdt Hardorff von 1816 bis 1825 das Haus Pferdemarkt 155. 
Nach dem Abriss des Mariendoms ab 1804 fand der „Hamburger Dom“ auf diversen Plätzen statt, neben dem Gänsemarkt, dem Zeughausmarkt und dem Holstenwall auch auf dem Pferdemarkt, bis die Polizeibehörde zum 1. November 1893 die Verlegung auf den Spielbudenplatz und die Fläche zwischen Millerntor und Holstentor anordnete.
Nachdem beim Großen Brand 1842 auch der Pferdemarkt zerstört und auf der Nordseite sogar Gebäude zum Eindämmen des Brandes gesprengt worden waren, wurde 1845 an dieser Stelle eine dreiflügelige Markthalle errichtet, die später als Bierhalle genutzt wurde und in der ab 1903 auch eine Filiale der Hamburger Bücherhallen untergebracht war. 1911 wurde die Halle für den Neubau des Thalia-Theaters abgerissen.
Von den 1920ern bis zu seiner Einberufung 1940 stand der „König der Straßenhändler“ Oskar vom Pferdemarkt an selbigem; er galt schon zu Lebzeiten als Hamburger Original.
Eine besondere Tradition am Pferdemarkt hatte auch das Teppichhandelshaus Brüggemann & Barkmann. Noch unter dem Namen des Firmengründers Classen residierte man ab 1848 am Pferdemarkt 16 zur Miete, ab 1865 in der Nr. 38 im eigenen Geschäft. 1886 kauften Classens Mitarbeiter Hans Brüggemann und Carl Barkmann das Unternehmen und bauten 1904/5 (erw. 1913) das noch heute an der südöstlichen Ecke zur Spitaler Straße belegene Haus mit zeitweiligem Verkauf auf acht Etagen. Das Geschäft wurde im Jahr 2006 eingestellt.
Beim Bau der Mönckebergstraße und der darunter verlaufenden U-Bahn wurde der bisherige Marktplatz zweigeteilt; der neuen Trasse mussten auch mehrere Häuser weichen, darunter auch das damals älteste erhaltene Haus Hamburgs am Pferdemarkt 28. Einige der reich verzierten Fachwerkbalken wurden beim Abbruch 1910 geborgen und befinden sich heute im Museum für Hamburgische Geschichte.

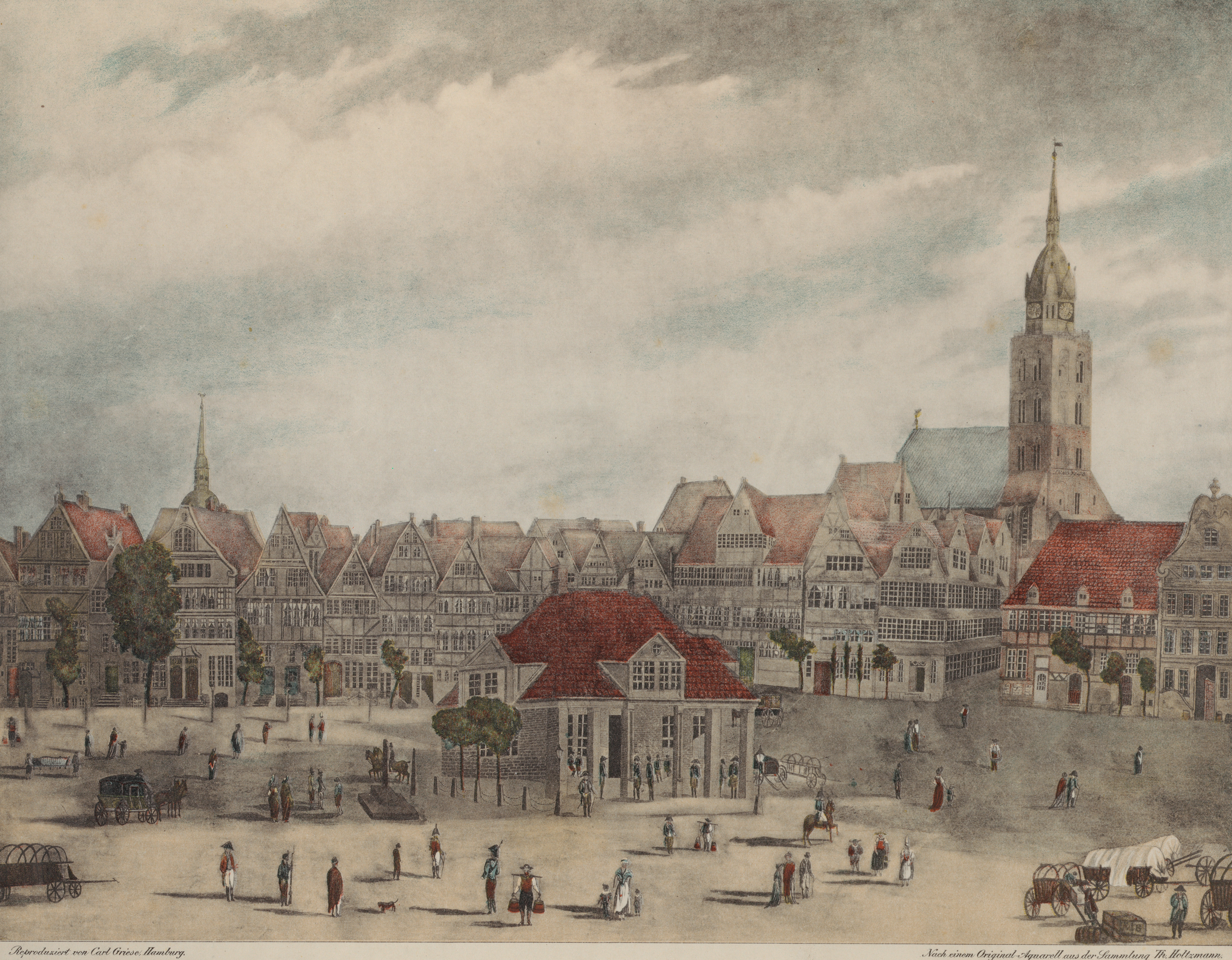
Pferdemarkt um 1800 mit Hauptwache und Jacobikirche im Hintergrund
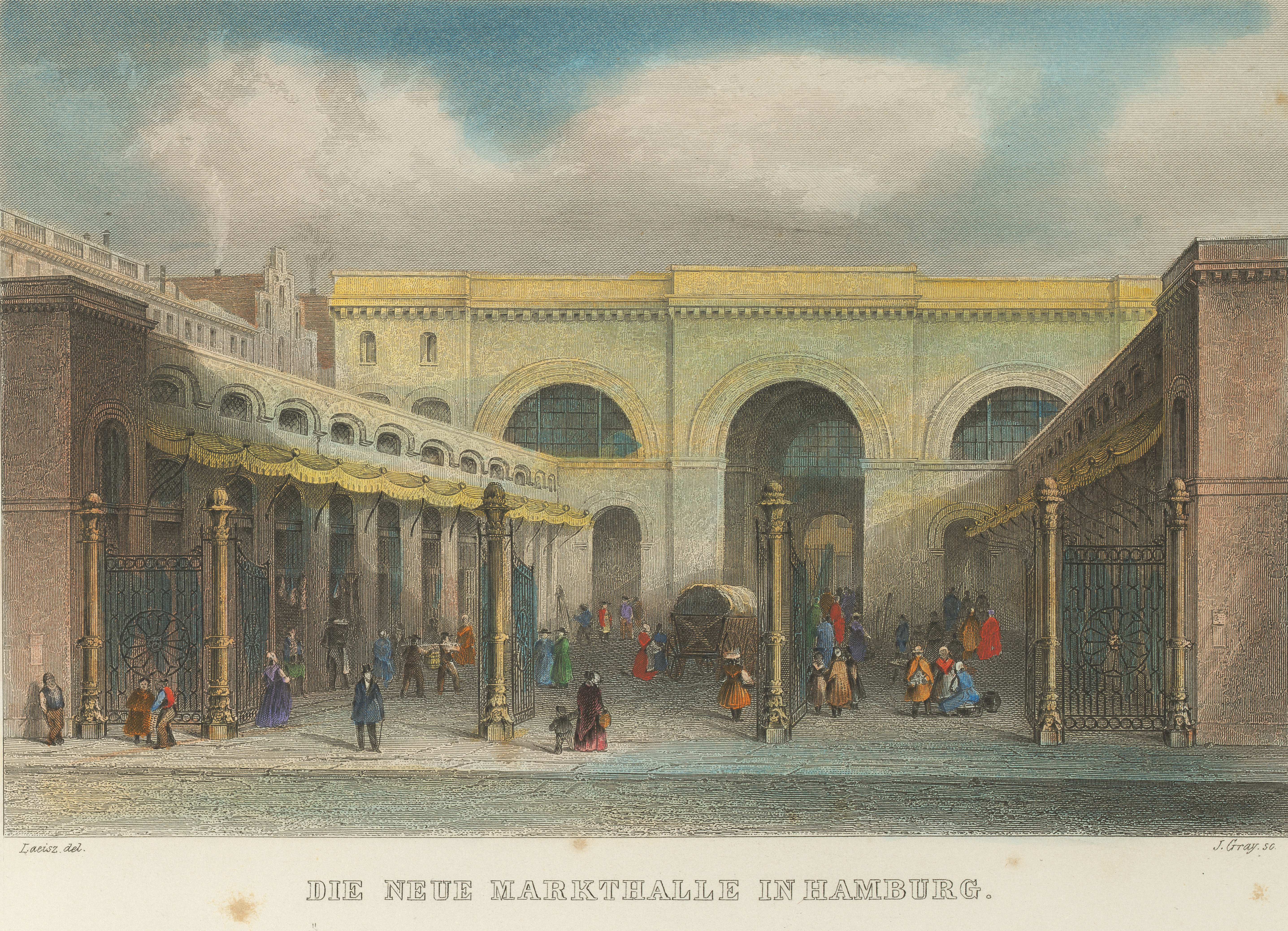
Die Markthalle am Pferdemarkt um 1860
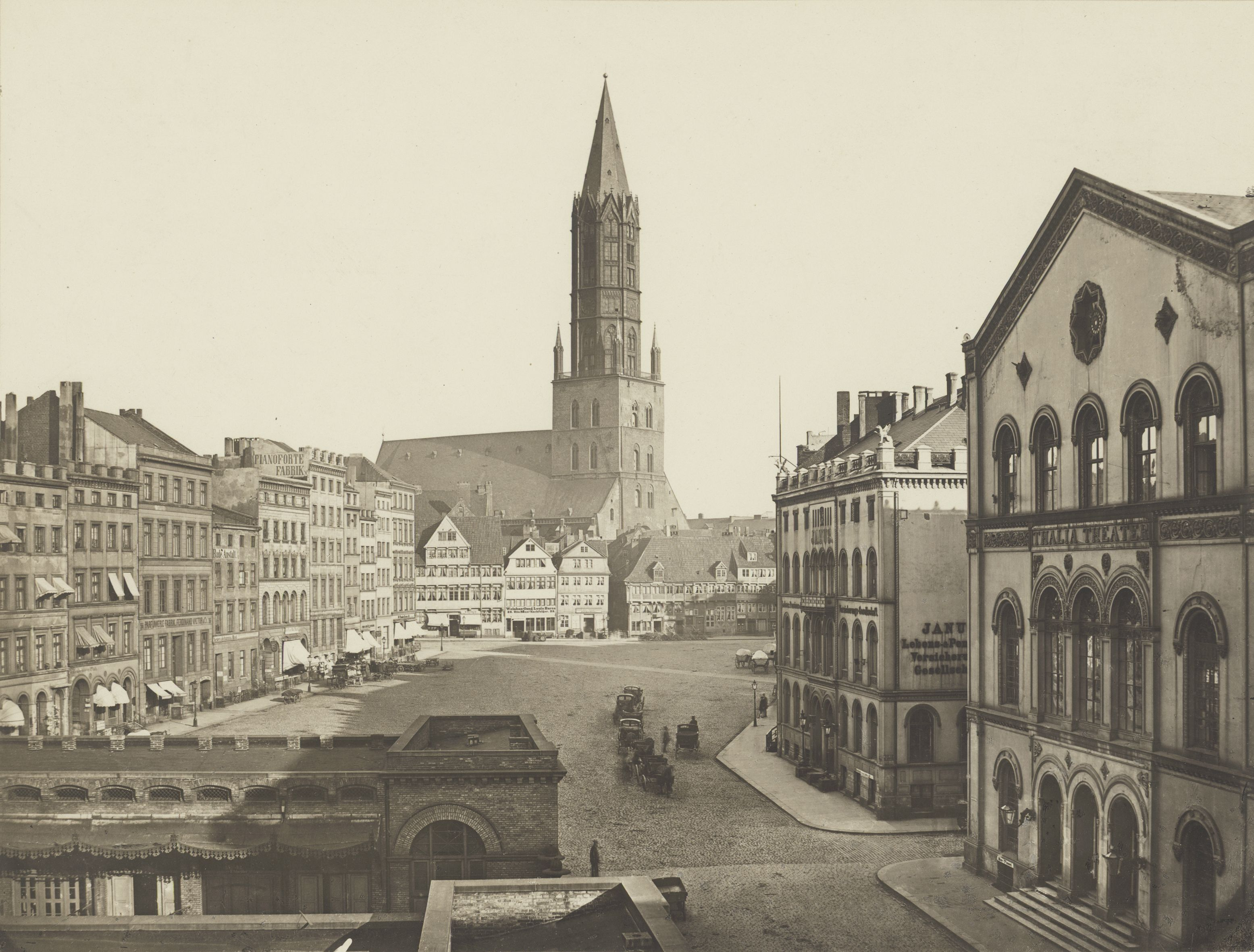
Pferdemarkt um 1900 mit altem Thalia-Theater (rechts) und Markthalle am heutigen Theater-Standort (vorn links)
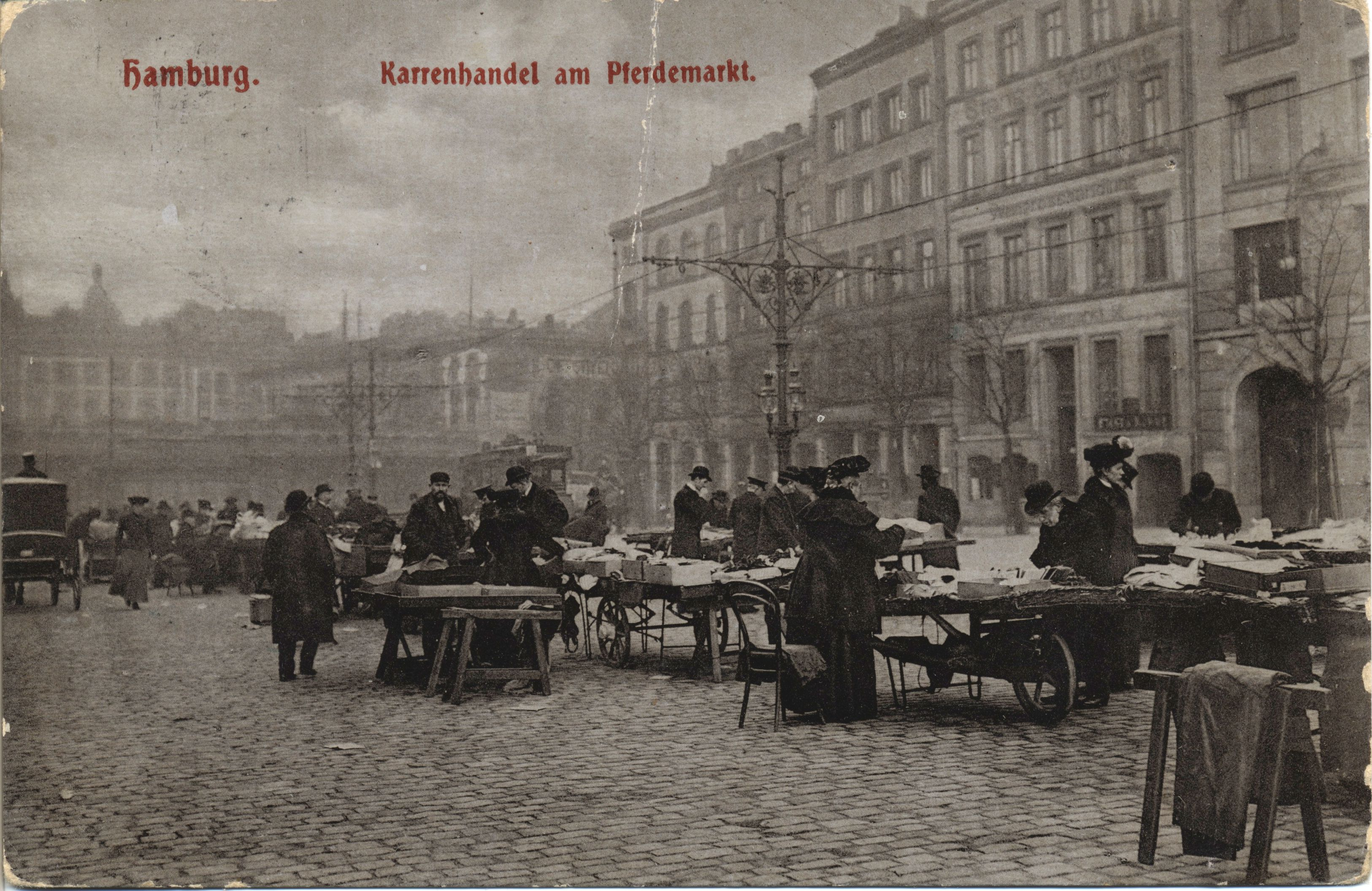
Karrenhandel am Pferdemarkt um 1900. Blick nach Nordost (heute l. h. Thalia–Theater, r. Hamburg Commercial Bank)

## Seit 1946 Gerhart-Hauptmann-Platz
1946 wurde der Pferdemarkt, an dem damals auch schon über 100 Jahre lang die verschiedenen Gebäude des Thalia Theaters lagen, nach dem Dramatiker Gerhart Hauptmann benannt, der in diesem Jahr verstarb.
1957 wurden mehrere Häuser an der Westseite abgerissen, um der Karstadt-Erweiterung Platz zu machen. Seit 1958 steht an der gesamten Westseite des Platzes der noch heute sichtbare neugebaute Teil des Karstadt-Haupthauses.
1969 gab die HEW ihr Haupthaus an der Ostseite des Platzes an die Hamburgische Landesbank ab, die es 1970 abreißen und 1973/74 durch einen Neubau der Architekten gmp, Elingius und Niggemann ersetzen ließ.
Im Rahmen des Baus der Hamburgischen Landesbank wurde auch der im Eigentum der Stadt Hamburg befindliche Platz durch Wehberg, Lange und Partner umgebaut mit einer wellenartigen Pflasterung mit Wasserspiel, Platanen, Stühlen und Bänken, und einem in der Bevölkerung optisch umstrittenen Pavillon (Architekten: Graaf/Schweger). Der Straßenverkehr entfiel. Nachdem sich für den Pavillon kein Mieter aus der Wirtschaft fand, betrieb bis Ende 1986 die städtische Hamburg-Information hier eine ihrer drei Filialen, danach nutzte ihn jpc als Classic–Pavillon zum Klassik-CD-Verkauf. Die Nutzung des Pavillons wurde 1998 aufgegeben und selbiger 2001 abgebrochen, da er den Eingang zur Landesbank-Einkaufspassage (heute: Perle) verstellte und außerdem asbestbelastet war. Die Gestaltung des Platzes ist bis heute umstritten, steht aber seit 2019 unter Denkmalschutz.

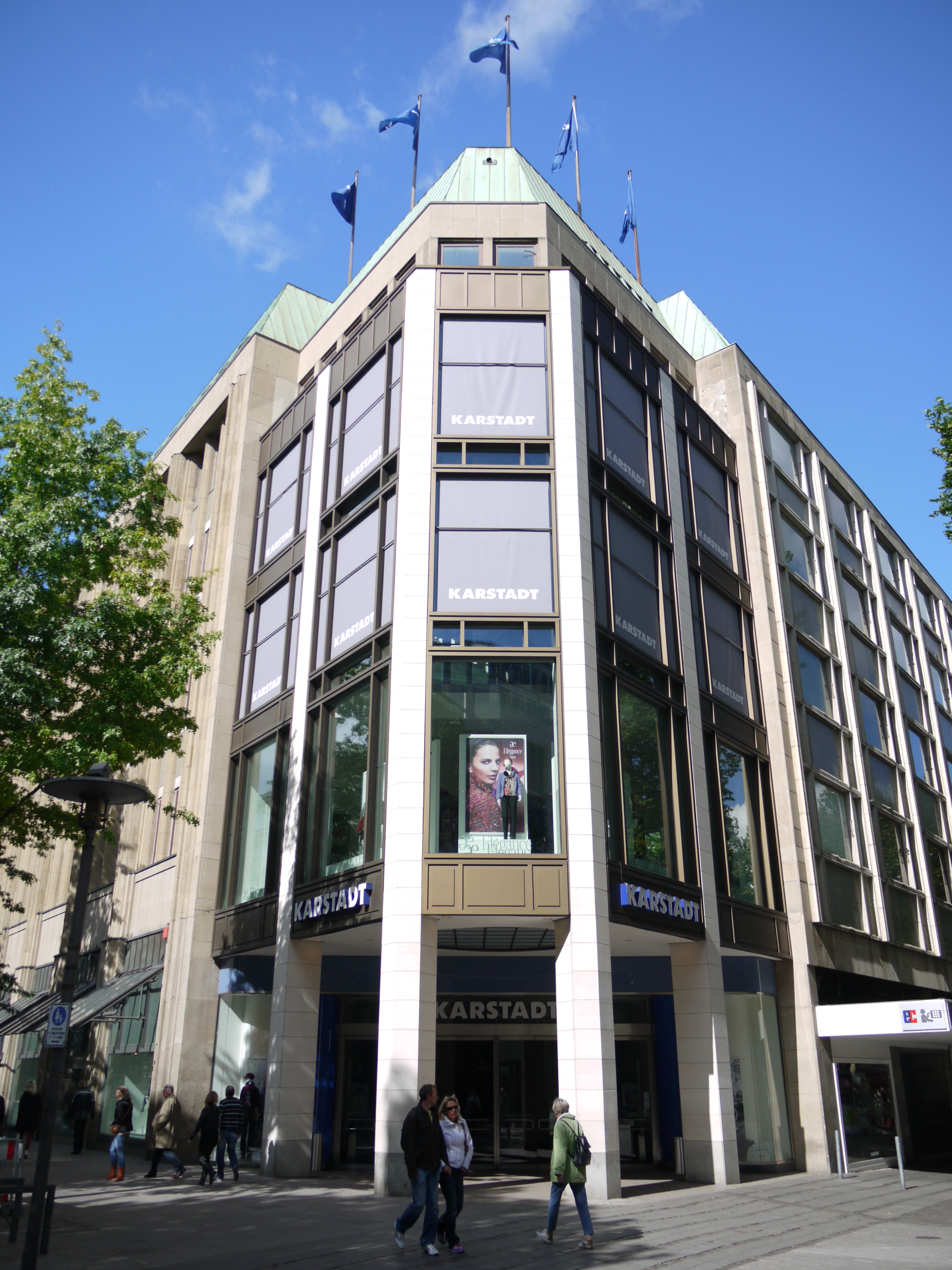
Karstadt Ecke Gerhart-Hauptmann-Platz (rechts)/Mönckebergstraße
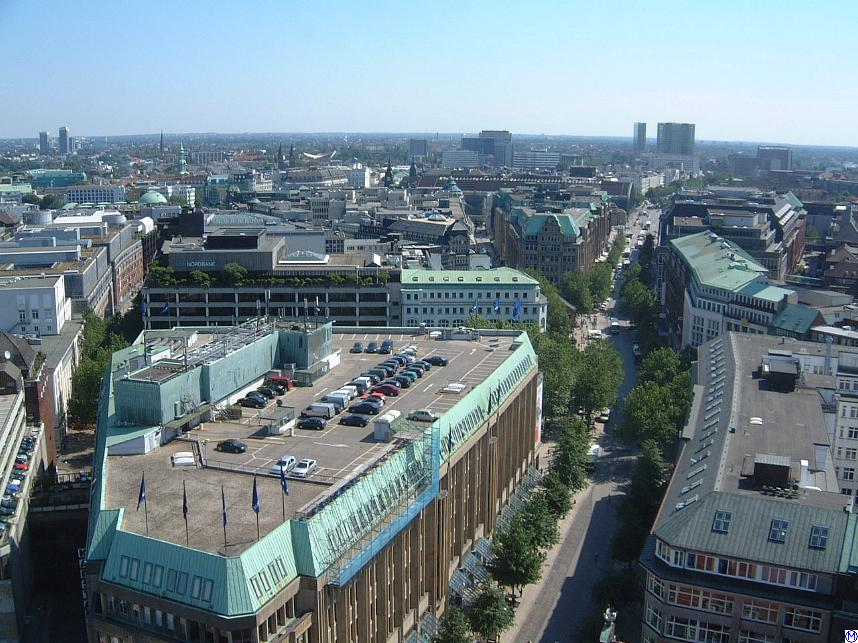
Vogelperspektive auf Hamburgische Landesbank (Mitte links) und Brüggemann & Barkmann Haus (Mitte rechts). Vorne Karstadt.
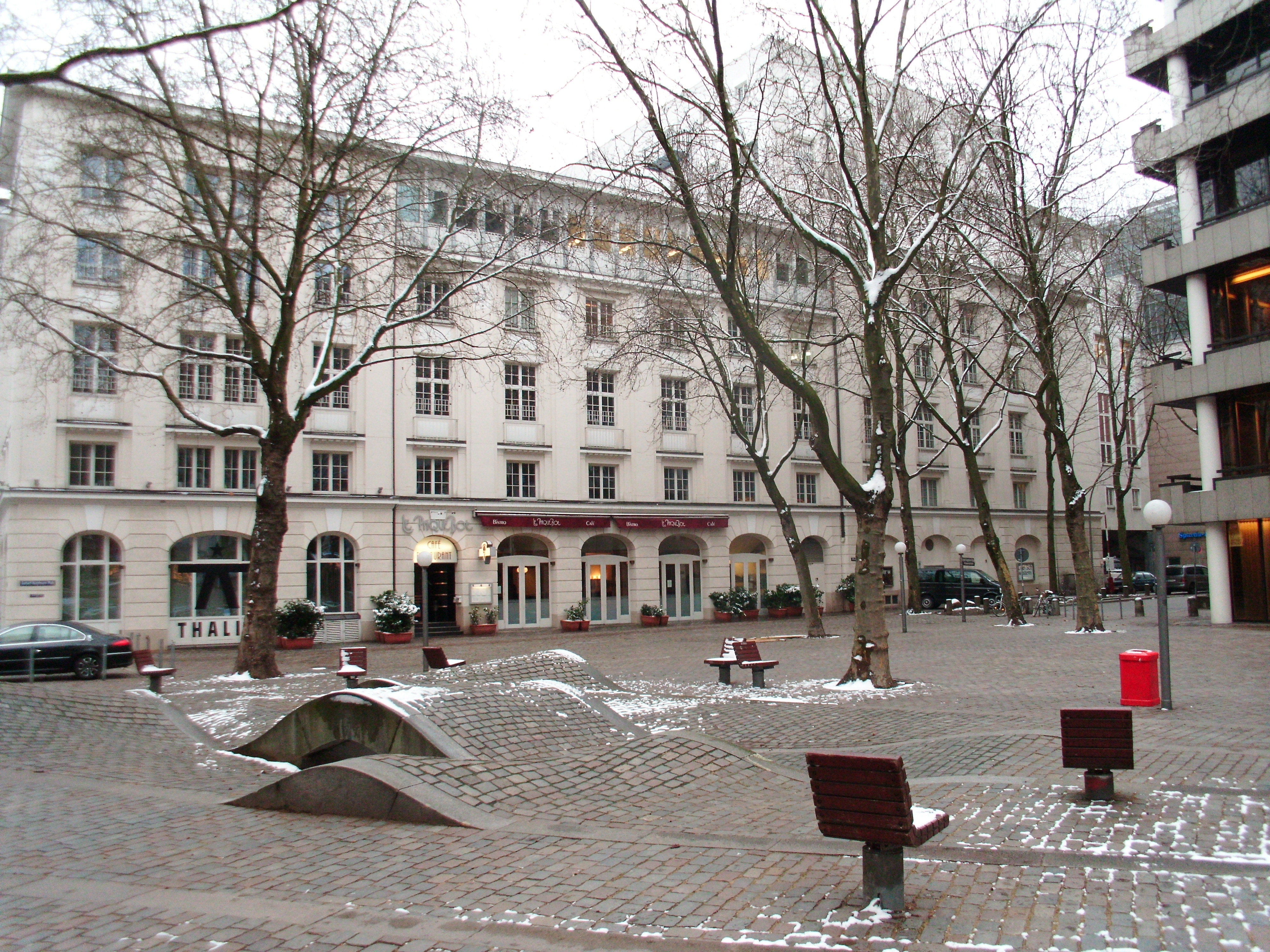
Pflasterwellen mit Wasserspiel, Platanen, Stühle am Nordende. Rechts die Hamburgische Landesbank (heute Hamburg Commercial Bank). Hinten über die gesamte Breite das Thalia Theater.

## Ida-Ehre-Platz
Der durch die Mönckebergstraße abgetrennte südliche Teil des Platzes steht ebenfalls unter Denkmalschutz und trägt seit dem 9. Juli 2000 den Namen Ida-Ehre-Platz zur Erinnerung an die Schauspielerin und vormalige Leiterin der Hamburger Kammerspiele, Ida Ehre.